# Hubeirobuloides
Hubeirobuloides es un género de foraminífero bentónico de la familia Robuloididae, de la superfamilia Robuloidoidea, del suborden Lagenina y del orden Lagenida. Su especie tipo es Hubeirobuloides jiannanensis. Su rango cronoestratigráfico abarcaba el Changhsinsgiense superior (Pérmico superior).

## Clasificación
Hubeirobuloides incluye a la siguiente especie:
- Hubeirobuloides jiannanensis †